# نطيفة هدبية
النطيفة الهدبية أو وتر زن على اسم العالم يوهان زين، هي عبارة عن حلقة من خيوط ليفية تشكل وتر (شريط صغير) يربط الجسم الهدبي بالعدسة البلورية للعين. يشار إلى هذه الألياف أحيانًا بشكل جماعي باسم الأربطة المعلقة للعدسة، لأنها تعمل مثل الأربطة المعلقة.

## صور توضيحية

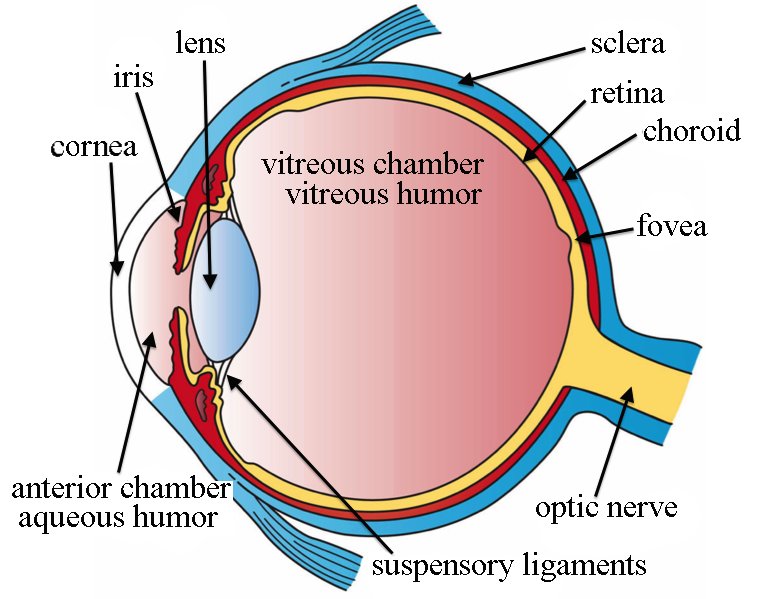
وصف لهياكل العين
تُظهر هذه الصورة مشهد آخر مُسمى لهياكل العين

## وصلات خارجية
- رسم تخطيطي في unmc.edu
- رسم تخطيطي في موقع eye-surgery-uk.com
- رسم تخطيطي ونظرة عامة على webschoolsolutions.com
- صور نسيجية: 08011loa — نظام تعلم علم الأنسجة في جامعة بوسطن